# Алькасар-де-Колон
Алька́сар-де-Коло́н (исп. Alcázar de Colón) — старейшая резиденция вице-королей в Америке, расположенная в Санто-Доминго, столице Доминиканской Республики. Она является частью Колониального города Санто-Доминго, включённого в 1990 году в список Всемирного наследия. Ныне в здании бывшей резиденции размещён Музей Алькасар де Диего Колон (исп. Museo Alcázar de Diego Colón), собрания которого составляют предметы искусства, датируемые поздним средневековьем и эпохой Ренессанса, которые были приобретены музеем в 1950-е годы. Коллекция гобеленов, относящихся к периоду с XV по XVII века, особенно уникальна для Карибского региона и включает в себя гобелены, созданные мастерами из фламандской семьи Ван ден Хекке по картонам французского художника Шарля Лебрена. Алькасар-де-Колон — ныне самый посещаемый музей в Санто-Доминго.
Дворец был построен из блоков коралловых рифов без единого гвоздя и включал в себя 52 комнаты, множество садов и дворов; современные размеры Алькасар-де-Колона составляют всего лишь около половины от первоначальных. Дворец возвели для Диего Колона, сына Христофора Колумба; когда он был назначен вице-королём Ла Эспаньолы и Индий в 1509 году. Диего Колон распорядился построить семейную и губернаторскую резиденцию, что и было выполнено с 1510 года по 1512 год. Имя архитектора дворца не сохранилось.
На протяжении раннего испанского колониального периода эта резиденция играла важную роль в истории. Здесь планировались многочисленные экспедиции по исследованию и завоеванию новых земель. В здание дворца жила вся семья Колонов, тут появлялись на свет и умирали её члены. Однако в 1586 году дворец был захвачен и разграблен английским адмиралом Фрэнсисом Дрейком.
В результате вместе с падением влияния Санто-Доминго Алькасар-де-Колон превращался в руины и к середине XVII века он был окончательно заброшен. В 1776 году возникли планы по превращению бывшей резиденции в тюрьму, которые не были реализованы. В 1779 году начали обрушаться потолки здания, в 1870 году руины дворца были объявлены Национальным памятником для хоть какой-то их защиты. Находящийся под опасностью исчезновения дворец был восстановлен по поручению доминиканского правительства лишь в 1955—1957 годах, его интерьер образовали старинная мебель, произведения искусства и другие предметы обстановки периодов расцвета дворца. Реконструкция Алькасар-де-Колона была проведена по проекту испанского архитектора Хавьера Барросо. Вместо первоначальных 52-х комнат в восстановленном дворце осталось лишь 22.